# Shin Jin-seo
Shin Jin-seo (koreanisch 신진서; * 17. März 2000 in Busan) ist ein südkoreanischer Go-Spieler. Er steht seit Ende 2018 auf Platz 1 der Weltrangliste.
Shin Jin-seo kam früh zum Go-Spielen, weil seine Eltern eine Go-Akademie leiteten. Statt in den Kindergarten zu gehen, verbrachte Shin seine Zeit lieber dort und begann mit dem Spiel. Bereits als Zwölfjähriger, im Juli 2012, wurde er zum Go-Profi ernannt. Sein erster Sieg in einem großen Turner war der Gewinn des Let’s Run Park Cup 2015. 
Er war der weltweit erste Spieler, der die Elo-Zahl 3800 erreichte. Im März 2023 erreichte er eine Elo-Zahl von 3869. Seitdem ist sie nur leicht gefallen, er hat weiterhin einen großen Abstand zum Zweitplatzierten (Stand: 2025). Im Januar 2025 wurde berichtet, dass er an Preisgeldern etwa eine Million Euro pro Jahr verdiene.